# Golzen
Golzen ist ein Ortsteil der Stadt Bad Bibra im Burgenlandkreis in Sachsen-Anhalt.

## Geschichte
Golzen (slawisch = die an den Schafhürden Wohnenden) war ursprünglich eine slawische Siedlung. Eine erste urkundliche Erwähnung gab es im Hersfelder Zehntverzeichnis um 881 als Gazlohene narca. Die Kirche war Filial von Kirchscheidungen. Der Ort und dessen Gerichtsbarkeit gehörten zum Rittergut Kirchscheidungen derer von Rockhausen, später zu den von der Schulenburg auf Burgscheidungen.
1589 wurde der Ort Golsen geschrieben, er lag damals im Amt Eckartsberga und stand der genannten Familie von Rockhausen zu. Zur Dorfflur zählte auch die Wüstung Warta. Das Amt Freyburg hatte lediglich einen Getreidezins aus Golzen zu fordern.
1927 lebten in Golzen 160 Einwohner.
Am 1. Juli 2009 wurde Golzen mit den Ortsteilen Golzen und Krawinkel nach Bad Bibra eingemeindet. Der letzte Bürgermeister war Ernst Handsche.

## Politik

### Bürgermeister
Der letzte ehrenamtliche Bürgermeister Ernst Handsche wurde am 12. Juni 1990 gewählt.

## Kultur und Sehenswürdigkeiten

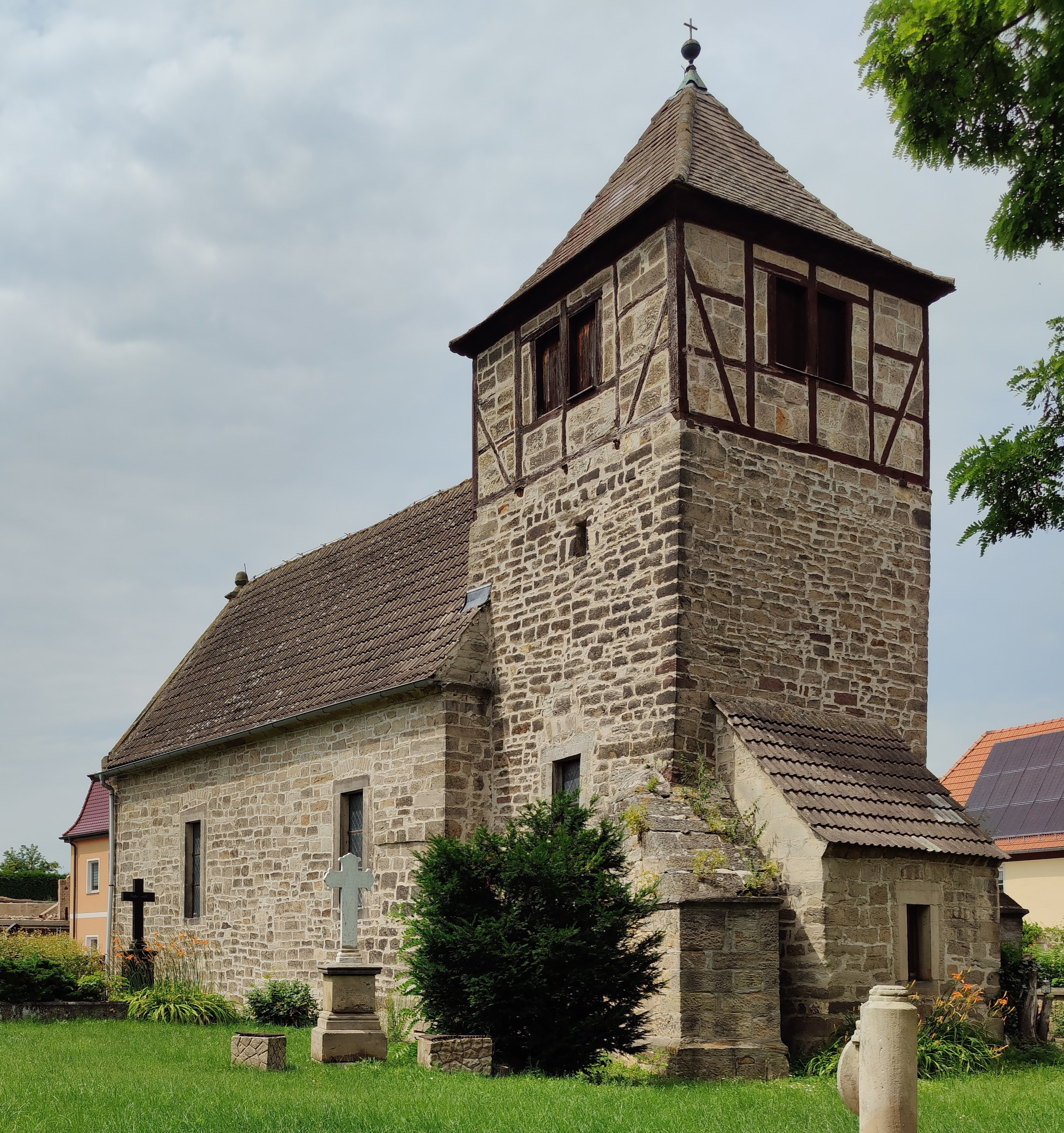
Kirche „Unser Guter Hirte“

Die Dorfkirche Golzen aus Feldsteinmauerwerk entstand durch einen barocken Umbau unter Verwendung eines mittelalterlichen Chorturms.

## Verkehr
Direkt durch das Gemeindegebiet verläuft die Bundesstraße 176, die von Laucha an der Unstrut nach Bad Bibra führt.
Die südlich vorbeiführende Finnebahn Laucha–Kölleda, an der Golzen einen Haltepunkt besaß, ist nicht mehr in Betrieb.